# ريموند برانجيه الثاني
ريموند برانجيه الثاني (1053 - 1085م) هو كونت برشلونة بين عامي 1076 و1085، حكم في الآن ذاته مع أخيه برانجيه ريموند الثاني، وقد عاصر ملوك الطوائف المسلمين في الأندلس.
ورَّث والده ريموند برانجيه الأول حكم كونتية برشلونة إليه هو وأخيه برانجيه ريموند الثاني معاً، وكان ذلك في عام 1075م. إلا إنَّ التوأمين اختلفا ولم ينجحا بالحكم معاً، وقسَّما السلطة بينهما على عكس ما أراده وأوصا به والدهما. لُقِّب ريموند «رأس الحبل» بسبب ثخن شعره وطبيعة لونه. قتل في الخامس من ديسمبر عام 1085 أثناء رحلة صيدٍ في الأحراش. وبعد أن أصبح أخوه الحاكم الوحيد لكتالونيا، اتهم كثيراً بأنه هو الذي دبَّر لقتل ريموند. رغم ذلك، فقد كان ابن ريموند وهو ريموند برانجيه الثالث الرجل الذي خلف أخاه بالحكم فيما بعد.